# Punditokraterne
Punditokraterne er en dansksproget blog samt Facebook- og Twitter-profil skrevet af en gruppe danske akademikere og samfundsdebattører med samfundsvidenskabelig baggrund. Skribenterne pr.  14. december 2021 har alle tilknytning til tænketanken CEPOS. Fokusområderne er politik, samfund og økonomi, som bloggen tilgår med en erklæret liberalistisk og markedsøkonomisk orientering. Punditokraterne begyndte 1. marts 2005. Indlæggene kan kommenteres af læserne.
Aktive bloggere pr.  14. december 2021:
- Christian Bjørnskov (redaktør)
- Niels Westy Munch-Holbek
- Jonas Herby
- Otto Brøns-Petersen

Inaktive bloggere pr.  14. december 2021:
- Aksel Tarras Madsen
- Carsten Valgreen
- Casper Hunnerup Dahl
- Henrik Fogh Rasmussen
- Karl Iver Dahl-Madsen
- Nicolai J. Foss
- David Gress
- Mikael Jalving
- Peter Kurrild-Klitgaard
- Niels Lunde
- Jacob Mchangama
- Jørgen Møller
- Samuel Rachlin
- Jens Ringsmose
- Jonny Trapp Steffensen
- Nikolaj Stenberg
- Jesper Lau-Hansen
- Nikolaj Steenberg
- Erik Winther Paisley
- Michael Bonde Nielsen

Desuden har et antal forfattere bidraget til bloggen under pseudonymerne Altmann, Dr. Mephisto, Ex Column, Igor, Papillon og Stanislaw.